# Јан Поплухар
Јан Поплухар (Бернолаково, 12. септембар 1935 — Братислава, 6. марта 2011) биo је словачки фудбалер који је играо као одбрамбени играч словачког клуба Слован Братислава. На међународном нивоу био је и члан репрезентације Чехословачке, играјући на два светска купа (1958. и 1962).